# レインボーシックス モバイル
『レインボーシックス モバイル』（英語: Tom Clancy's Rainbow Six Mobile）は、ユービーアイソフトにより開発され、2025年にサービス開始したスマートフォン（iOS/Android）向けゲームアプリ。基本プレイ無料（アイテム課金制）。

## 概要
『レインボーシックス モバイル』は2022年4月に正式発表された。同年9月にベータ版のローンチを終了した。2024年7月、ユービーアイソフトはゲームの発売は早くても2025年4月以降となることを発表した。
2025年7月15日、ラテンアメリカ地域で正式にリリースされた。他の地域（カナダやフランスなど）の国ではベータ版を維持しているが、順次リリースが開始される。